# خواجه‌کلا (بندپی شرقی)
خواجه‌کلا یک روستا در ایران است که در بخش بندپی شرقی شهرستان بابل در استان مازندران واقع شده‌است.

## جمعیت
این روستا در دهستان فیروزجاه قرار دارد و براساس سرشماری مرکز آمار ایران در سال ۱۳۸۵، جمعیت آن ۹۷ نفر (۲۷ خانوار) بوده‌است.